# Ministère provisoire du 1er août 1830
Trois Glorieuses
Ministère de la commission municipale de Paris Gouvernement Louis-Philippe Ier
Le ministère provisoire désigné le 1er août 1830 par Louis-Philippe d'Orléans en sa qualité de lieutenant général du royaume, était composé de commissaires provisoires aux différents départements ministériels. Il comprenait 7 membres.

## Formation
Afin de démontrer qu'il était seul titulaire du pouvoir exécutif, le lieutenant général affecta d'ignorer les nominations faites la veille par la commission municipale de Paris (Voir : Ministère nommé par la commission municipale de Paris). Néanmoins, afin d'éviter de paraître vouloir défier la commission, il confirma la plupart des nominations (Dupont de l'Eure à la Justice, Gérard à la Guerre, Louis aux Finances, Rigny à la Marine) et n'évinça qu'un seul commissaire, le duc de Broglie, qui perdit l'Intérieur au profit de Guizot, tandis que Bignon remplaçait ce dernier à l'Instruction publique et libérait ainsi les Affaires étrangères, confiées au maréchal Jourdan.

## Commissaires provisoires
| Fonction                           | Image | Nom                              |
| ---------------------------------- | ----- | -------------------------------- |
| Ministre de l’Intérieur            |       | François Guizot                  |
| Ministre de la Justice             |       | Jacques Charles Dupont de l'Eure |
| Ministre des Affaires étrangères   |       | Jean-Baptiste Jourdan            |
| Ministre de la Guerre              |       | Étienne Maurice Gérard           |
| Ministre des Finances              |       | Joseph-Dominique Louis           |
| Ministre de la Marine              |       | Jean Tupinier                    |
| Ministre de l’Instruction publique |       | Louis Pierre Édouard Bignon      |

## Fin
Devenu roi des Français le 9 août 1830, Louis-Philippe Ier remania le ministère provisoire le 11 août 1830. Voir : Premier ministère du règne de Louis-Philippe Ier.